# Jewgeni Michailowitsch Abalakow

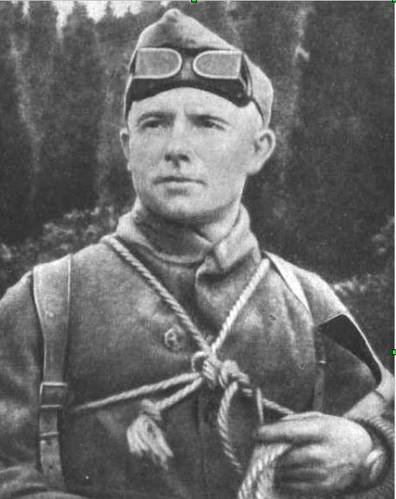
Jewgeni Abalakow

Jewgeni Michailowitsch Abalakow (russisch Евгений Михайлович Абалаков; * 4.jul. / 17. Februar 1907greg. in Krasnojarsk; † 24. März 1948 in Moskau) war ein sowjetischer Bergsteiger. Bekannt wurde er durch die Erstbesteigung des Pik Stalin.

## Lebenslauf
Jewgeni Abalakow war Bildhauer, Bergsteiger und Meister des Alpinismus. Er absolvierte 1932 das Moskauer Kunstinstitut und wurde Mitglied des Bundes der Bildenden Künstler der UdSSR (Sojus Chudoschnikow SSSR). Ihm gelang im Jahre 1933, als einzigem Teilnehmer der Expedition, die Erstbesteigung des Pik Stalin, der mit einer Höhe von 7495 m der höchste Berg der Sowjetunion war (1962 umbenannt und seither bekannt als Pik Kommunismus, Name seit 1998 Pik Ismoil Somoni; nunmehr höchster Gipfel Tadschikistans).  Diese Besteigung gilt jedoch nicht als sicher. Außerdem bestieg er über 50 andere bedeutende Gipfel, führte in den Bergregionen des Pamir und Tianshan wissenschaftliche Forschungen durch und verfasste Karten dieser Gebiete. Während des Zweiten Weltkrieges meldete er sich freiwillig zur Roten Armee und nahm 1941/42 an der Schlacht um Moskau und an den Kämpfen im Kaukasus teil. Während seiner Militärzeit lehrte er in einer Schule für Militäralpinismus.
Sein Bruder Witali Michailowitsch Abalakow (1906–1986) war ebenfalls Bergsteiger.
Jewgeni Abalakow verstarb in der Nacht vom 23. auf den 24. März 1948 in Moskau im Alter von 41 Jahren. Vermutlich starb er an einer Kohlenmonoxidvergiftung, verursacht durch einen defekten Badeofen.
Nach Jewgeni Abalakow sind mehrere Berggipfel im Pamir, Tianshan und anderen Gebirgen benannt, sowie nach ihm und seinem Bruder Witali eine Straße in ihrer Heimatstadt Krasnojarsk.